# Боржава (река)
Боржа́ва (укр. Боржа́ва) — река в Закарпатской области Украины, правый приток Тисы (бассейн Дуная). Длина 106 км, площадь бассейна 1365 км².
Берёт начало в Восточных Карпатах, в горном массиве Полонина Боржава, около горы Стой (1679 м). В верховьях имеет горный характер, ниже — равнинный.
Основные притоки — Кушница, Бронька, Быстрая, Берберке, Иршава, Потик.